# (9341) Gracekelly
(9341) Gracekelly (1991 PH2) – planetoida z pasa głównego asteroid okrążająca Słońce w ciągu 4,08 lat w średniej odległości 2,55 j.a. Odkryta 2 sierpnia 1991 roku.